# دورة كوري

دورة حمض اللبنيك (يلاحظ أنها تتم في غياب الأكسجين)

دورة حمض اللبنيك والتي تسمى أيضا دورة كوري نسبة إلى مكتشفيها كارل كوري وجرتي كوري هي عبارة عن مسار استقلابي يتم فيه نقل حمض اللبنيك المفرز عن طريق التحلل السكري اللاهوائي في العضلات إلى الكبد حيث يتم تحويله إلى غلوكوز، الذي يعود لاحقا إلى العضلات التي تؤيضه إلى حمض اللبنيك.